# Rhaptonema
Rhaptonema Miers – rodzaj roślin z rodziny miesięcznikowatych (Menispermaceae). Obejmuje co najmniej 7 gatunków występujących naturalnie na Madagaskarze.

## Systematyka
Pozycja systematyczna według APweb (aktualizowany system APG III z 2009)
Rodzaj z rodziny miesięcznikowatych (Menispermaceae).
Wykaz gatunków
- Rhaptonema bakeriana Diels
- Rhaptonema cancellata Miers
- Rhaptonema densiflora (Baker) Diels
- Rhaptonema glabrifolia Diels
- Rhaptonema latifolia Diels
- Rhaptonema swinglei Kundu & Guha
- Rhaptonema thouarsiana (Baill.) Diels